# 안창호 (법조인)
안창호(安昌浩, 1957년 8월 5일~)는 대한민국의 법조인이다. 대한민국의 제40대 서울고등검찰청 검사장과 헌법재판소 재판관 등을 역임하였고, 현재 국가인권위원회 위원장으로 재직 중이다. 
또한 헌법재판관 재직 시절, 차별금지법은 숙고와 논의 그리고 충분한 사회적 합의를 거쳐 진행해야 한다는 신중한 입장을 취하고 있다.

## 생애
대한민국 대전광역시 출신이다. 1975년 대전고등학교, 1979년 서울대학교 사회학과를 졸업하였다. 1981년 서울대학교 대학원 법학과를 수료하고 같은 해 제23회 사법시험에 합격했고 서울중앙지방검찰청 2차장으로 재임할 당시 일심회 사건 수사를 지휘했다. 2009년 8월부터 2011년 8월까지 제40대 광주고등검찰청 검사장을 역임했으며 2011년 8월 제40대 서울고등검찰청 검사장으로 취임했다. 새누리당 추천을 받아 2012년 9월에 이동흡 헌법재판소 재판관의 후임으로 임명되었다.
안창호는 헌법재판관으로 지명되고 열린 국회 인사청문회 과정에서 "장모가 2011년 10월 21억2000만원을 주고 경기도 오산시의 9층짜리 고시원 건물을 매입해 2012년 3월 '4억원을 주면 건물 소유권을 넘긴다'는 내용의 매매계약서를 딸과 체결했다"는 것이 부동산 차명거래 수법이라고 비판한 야당의 우원식 민주통합당 대변인은 "재산을 대폭 축소 제출한 의혹이 있다"며 "장남이 44박45일 휴가를 나와서 사법고시에 응시한 경우가 있는데 이것은 장성급 군인에게도 없는 경우다."고 하면서 비판하여 국회 인사청문회 통과를 두고 논란이 있었다.
공안 검사 출신으로 남북 관계에 정통한 것으로 알려져 있으며, 보수적 성향을 가진 것으로 분류된다. 통합진보당 해산 심판에서는 “(통진당의 행위는) 소위 대역(大逆) 행위로서 이에 대해서는 불사(不赦)의 결단을 내릴 수밖에 없다"라고 의견을 냈고, 박근혜 대통령 탄핵 심판에서는 "보수·진보 이념의 문제가 아니라 정치적 폐습 청산하기 위해 파면할 수밖에 없다"는 의견을 냈다.
2024년 9월 국가인권위원회 위원장으로 취임하였다.

## 경력
- 1981년 제23회 사법시험 합격
- 1984년 제14기 사법연수원 수료
- 1985년 1월 ~ 1987년 6월: 서울지방검찰청 검사
- 1987년 6월 ~ 1988년 8월: 대전지방검찰청 서산지청 검사
- 1988년 9월 ~ 1990년 8월: 부산지방검찰청 동부지청 검사
- 1990년 8월 ~ 1993년 9월: 서울지방검찰청 남부지청 검사
- 1992년 : 미국 미시간 대학교 연수
- 1993년 9월 ~ 1996년 2월: 법무부 법무실 인권과 검사
- 1996년 3월 ~ 1997년 3월: 부산지방검찰청 부부장검사
- 1997년 3월 ~ 1997년 8월: 전주지방검찰청 정읍지청장
- 1997년 8월 ~ 1999년 6월: 헌법재판소 헌법연구관
- 1999년 6월 ~ 2001년 6월: 법무부 법무실 특수법령과장
- 2001년 6월 ~ 2002년 8월: 대검찰청 기획조정부 기획과장
- 2002년 8월 ~ 2003년 3월: 서울지방검찰청 외사부 부장검사
- 2003년 1월 ~ 2003년 2월: 제16대 대통령직인수위원회 파견
- 2003년 4월 ~ 2005년 4월: 대검찰청 공안부 공안기획관
- 2005년 4월 ~ 2006년 2월: 서울고등검찰청 검사
- 2006년 2월 ~ 2007년 3월: 서울중앙지방검찰청 제2차장검사
- 2007년 3월 ~ 2008년 3월: 광주고등검찰청 차장검사 (검사장)
- 2008년 2월 ~ 2009년 1월: 서울서부지방검찰청 검사장 직무대리
- 2008년 3월 ~ 2009년 1월: 대검찰청 형사부장
- 2009년 1월 ~ 2009년 8월: 대전지방검찰청 검사장
- 2009년 8월 ~ 2011년 8월: 광주고등검찰청 검사장
- 2011년 8월 ~ 2012년 9월: 서울고등검찰청 검사장
- 2012년 9월 ~ 2018년 9월: 헌법재판소 재판관
- 2020년 ~ 2021년: 법무법인 시그니처 고문변호사
- 2021년 ~ 2024년: 법무법인 화우 고문변호사
- 2022년 5월 ~ 2024년 9월: 제2대 고위공직자범죄수사처 자문위원장
- 대한민국국가조찬기도회 장로
- 2024년 3월 ~ 2024년 9월: YTN 사외이사
- 2024년 9월 ~ : 제10대 국가인권위원회 위원장

## 상훈
- 2010년 12월: 황조근정훈장
- 2018년 11월: 청조근정훈장

## 기타
- 뛰어난 업무 능력과 온화하고 합리적인 성품을 가지고 있다는 평가가 있다.[2]
- 가장 기억에 남는 책은 《성경》이라고 말할 정도로 독실한 개신교 신자이다.[2]
- 동명이인의 독립운동가인 안창호를 가장 존경하는 인물로 꼽았다.[2]
- 유튜브 채널 미션라이프에서 차별금지법 반대 입장을 밝혔다.